# Sagenoma ryukyuense
Sagenoma ryukyuense är en svampart som beskrevs av S. Ueda & Udagawa 1984. Sagenoma ryukyuense ingår i släktet Sagenoma och familjen Trichocomaceae.   Inga underarter finns listade i Catalogue of Life.